# 127 Johanna
A 127 Johanna a Naprendszer kisbolygóövében található aszteroida. Henry, Prosper fedezte fel 1872. november 5-én.